# Yabrudian
Het Yabrudian (ook: Jabroudian, Jabrudian, Jabrudien,  Yabroudien of Yabroudian), ook wel Mugharan genoemd, is een archeologische cultuur van het vroege middenpaleolithicum in de Levant. Ze verschijnt ongeveer 350.000 jaar geleden en vertegenwoordigt een technologische breuk met de voorafgaande Acheuléen-tradities, die zeer rijk aan vuistbijlen waren. Opvallend zijn de zogenaamde Amudian-elementen, met de oudste bekende klingen.
De cultuur werd in 1950 door de Duitse archeoloog Alfred Rust vernoemd naar vondsten in grotten bij de Wadi Skifta bij Yabrud in Syrië.
Ze werd opgevolgd door de klingencultuur van het Hummalien en daarna het Levallois-gebaseerde Moustérien. 

## Chronologie
In de abri van Hummal, in het El Kowm-gebied van Syrië, bezet het Yabrudian een stratigrafische positie tussen het Acheuléen en de industrieën van het centrale middenpaleolithicum. 
Recente opgravingen in de grotten van Qesem en Tabun in Israël suggereren een periode van bestaan tussen ongeveer 350.000 en 200.000 BP.

## Werktuigen
Het Yabrudian is een niet-Acheuléen-industrie vanwege de relatieve schaarste aan vuistbijlen in de assemblages. De gevonden vuistbijlen zijn ook op andere wijze vervaardigd dan die van het Acheuléen. Het Yabrudian kenmerkt zich door een grote hoeveelheid werktuigen uit afslagen, waaronder dikke racloirs (schrapers), die zowel eenvoudig (de meest talrijke), tweezijdig of transversaal kunnen zijn, en enkele schrabbers, stekers en priemen, evenals ingekeepte en getande werktuigen. Het aandeel van deze afslagwerktuigen neemt in verloop van tijd toe, terwijl de vuistbijlen afnemen en in de bovenste lagen van sommige sites zelfs volkomen ontbreken.

### Amudian-klingen
Een interessant facet van het Yabrudian zijn de zogenaamde Amudian-klingwerktuigen, vernoemd naar vondsten in de Amud-grot in Israël. Dit is de vroegste bekende klingenindustrie ooit en wordt altijd gevonden op Yabrudian-sites, zodat beide 'culturen' onafscheidelijk lijken. Net als bij de vuistbijlen neemt het aandeel klingen met de tijd af, totdat ze uiteindelijk met het begin van het Moustérien verdwijnen.
Er is een leemte van ca. 10.000 jaar tussen het einde van deze klingentraditie en het verschijnen van de op klingen gebaseerde laatpaleolithische technologieën.

## Jacht
Er zijn aanwijzingen dat de Yabrudiërs op een breed scala van dieren jaagden: olifanten, neushoorns, antilopen en kleine dieren zijn op hun sites te vinden.

## Belangrijke sites
In de regio El Kowm, in het centrum van Syrië, zijn de Yabrudian-sites talrijk en allemaal in de openlucht, terwijl elders in West-Azië de cultuur in grotten of abri's gevonden werd.
- Syrië:
  - Yabroud I en II
  - El Kowm, waarvan:
    - Hummal: In deze abri begon het Yabrudian heel vroeg, vermoedelijk al vóór de laatste fase van het laat-Acheuléen
    - Nadaouiyeh Aïn Askar

  - Dederiyeh-grot
- Israël:
  - Tabun-grot
  - Mugharet el-Zuttiyeh, in Galilea, vindplaats van de "Palestina-schedel"
  - Qesem-grot, fossiele tanden

## Vergelijkingen met Europese culturen
Het Yabrudian doet denken aan een aantal Europese middenpaleolithische industrieën, zoals het Micoquien of het La Quina-type Moustérien. Ze is in West-Azië echter veel ouder, en overlapt daar met het late Acheuléen. De overeenkomsten tussen deze West-Aziatische industrie en latere Europese culturen zouden op een mogelijke migratie ongeveer 200.000 jaar geleden van populaties uit West-Azië naar Europa kunnen duiden. Echter, sommige facies van het vroegpaleolithicum in Frankrijk (de grotten van Arago bij Tautavel, of La Micoque bij Les Eyzies-de-Tayac) tonen eveneens het verschijnen tussen 400.000 en 300.000 BP van een niet-Acheuléen-traditie vergelijkbaar met het Yabrudian.